# Mary Doria Russell
Mary Doria Russell (ur. 19 sierpnia 1950 w Elmhurst) – amerykańska paleoantropolog i pisarka science fiction.
Laureatka nagród: im. Campbella dla najlepszego nowego pisarza, Jamesa Tiptree Jr., BSFA dla najlepszej powieści, im. Arthura C. Clarke’a oraz Kurd Lasswitz Preis za powieść Wróbel w latach 1997-1998. Kontynuacja powieści, Dzieci Boga, była nominowana do nagród: Hugo, James Tiptree, Jr. i BSFA.

## Życiorys
Urodziła się na przedmieściach Chicago w rodzinie wojskowych. Została wychowana w wierze katolickiej, ale porzuciła kościół w wieku 15 lat. Ukończyła Glenbard East High School w Lombard. Zdobyła stopień bakałarza z antropologii kulturowej na Uniwersytecie Illinois w Urbanie i Champaign (1972), a stopień magistra z antropologii społecznej na Northeastern University w Bostonie (1976). Doktorat z antropologii fizycznej uzyskała na Uniwersytecie Michigan (1983).
Jej zainteresowania naukowe skupiają się na biologii kości, biomechanice czaszkowo-twarzowej i paleoantropologii. Dwukrotnie zdobyła nagrodę The Mildred Trotter Prize za wybitną pracę naukową. Jej publikacje naukowe dotyczą problematyki człowieka neandertalskiego.
Mieszka w Lyndhurst, na przedmieściach Cleveland. Wraz z mężem, Donem mają jednego syna, Daniela.

## Powieści
- Wróbel (The Sparrow 1996, wyd. pol. Zysk i S-ka 1999)
- Dzieci Boga(inne języki) (Children of God 1998, wyd. pol. Zysk i S-ka 2000)
- A Thread of Grace (2005)
- Dreamers of the Day (2008)
- Doc (2011)
- Epitaph: A Novel of the O.K. Corral (2015)

## Ekranizacje
W marcu 2006 roku ogłoszono, że Warner Bros. nabyła prawa do ekranizacji powieści Wróbel dla firmy produkcyjnej Brada Pitta, Plan B, i że sam Pitt będzie grał główną rolę. Później Mary Russell unieważniła wszystkie prawa do filmu z powodu różnic w interpretacji. Pisarka wraz z asystentką Karen Hall napisała swój własny scenariusz, ale są niewielkie szanse na wyprodukowanie go.
W 2014 r. stacja AMC ogłosiła, że opracowuje telewizyjną adaptację książki.